# Amor transgénico
"Amor Transgénico" es una canción de la cantante y actriz española Belinda, de su tercer álbum de estudio Carpe Diem, lanzado el 23 de marzo de 2010.

## Información
La canción fue escrita por la cantante Belinda, junto a su padre Nacho Peregrín y Arno Elias.
Belinda confirmó que esta canción no sería sencillo, pero tras su firma con OCESA, no se lanzó  "Culpable" como sencillo, así ella pidió a sus fanes vía Twitter, que le apoyaran pidiendo "Amor transgénico" en la radio, como promoción.

## Video musical
El video oficial fue filmado el 23 de octubre simultáneamente a "Dopamina", pues las dos forman una misma historia, siendo este video la primera parte según la intérprete.
Fue filmado en las Lagunas de Zempoala, en formato 35 milímetros contando con dos cámaras HD y casi 200 personas en el personal, con un presupuesto de casi 3 millones de pesos. Fue dirigido y escrito por Belinda, junto a Julio Carlos de la productora Monkey Head Films, con quien ya había trabajado anteriormente en el video "Egoísta".